# Francesco Satolli
Francesco Satolli (Marsciano, 21 luglio 1839 – Roma, 8 gennaio 1910) è stato un cardinale italiano.

## Biografia
Nacque a Marsciano il 21 luglio 1839.
Papa Leone XIII lo nominò arcivescovo il 1 giugno 1888, fu consacrato il 10 luglio dal cardinale Raffaele Monaco La Valletta. Papa Leone XIII lo elevò al rango di cardinale nel concistoro del 29 novembre 1895 e l'anno successivo lo nominò arciprete della Basilica di San Giovanni in Laterano, incarico che mantenne sino alla morte.
Partecipò al conclave del 1903 che elesse papa Pio X.
Morì l'8 gennaio 1910, alle 4:00 di mattina all'età di 70 anni. Dopo i funerali nella basilica lateranense fu sepolto nel cimitero del Verano.

## Genealogia episcopale e successione apostolica
La genealogia episcopale è:
- Cardinale Scipione Rebiba
- Cardinale Giulio Antonio Santori
- Cardinale Girolamo Bernerio, O.P.
- Arcivescovo Galeazzo Sanvitale
- Cardinale Ludovico Ludovisi
- Cardinale Luigi Caetani
- Cardinale Ulderico Carpegna
- Cardinale Paluzzo Paluzzi Altieri degli Albertoni
- Papa Benedetto XIII
- Papa Benedetto XIV
- Cardinale Enrico Enriquez
- Arcivescovo Manuel Quintano Bonifaz
- Cardinale Buenaventura Córdoba Espinosa de la Cerda
- Cardinale Giuseppe Maria Doria Pamphilj
- Papa Pio VIII
- Papa Pio IX
- Cardinale Raffaele Monaco La Valletta
- Cardinale Francesco Satolli

La successione apostolica è:
- Vescovo Michael John Hoban (1896)
- Vescovo Thomas O'Gorman (1896)
- Arcivescovo Letterio D'Arrigo Ramondini (1898)
- Vescovo Domenico Riccardi (1898)
- Vescovo Giuseppe Padula (1898)
- Vescovo Felice de Siena (1898)
- Vescovo Guglielmo Giustini (1898)
- Arcivescovo Pasquale Berardi (1898)
- Vescovo Settimio Caracciolo di Torchiarolo (1898)
- Vescovo Robert Brindle (1899)
- Vescovo Antonio Valbonesi (1899)
- Vescovo Tommaso Cirielli (1899)
- Vescovo Francesco De Pietro (1899)
- Arcivescovo Paul Rubian (1900)
- Vescovo Bernardo Giuseppe Doebbing, O.F.M. (1900)
- Arcivescovo Diomede Panici (1900)
- Cardinale Angelo Maria Dolci (1900)
- Vescovo Domenico Pugliatti (1900)
- Arcivescovo Augustin Marre, O.C.S.O. (1900)
- Cardinale William Henry O'Connell (1901)
- Arcivescovo Alfonso Archi (1901)
- Arcivescovo Michael Kelly (1901)
- Vescovo Franz Zorn von Bulach (1901)
- Cardinale Dennis Joseph Dougherty (1903)
- Vescovo Massimiliano Novelli (1903)
- Vescovo Pietro Terroni (1903)
- Arcivescovo Jeremiah James Harty (1903)
- Vescovo Thomas Augustine Hendrick (1903)
- Cardinale Aristide Cavallari (1903)
- Vescovo Giovanni Graziani (1905)
- Vescovo Nicola Jezzoni (1906)
- Vescovo Giuliano Tommasuolo (1906)
- Arcivescovo Pietro Paolo Camillo Moreschini, C.P. (1909)
- Arcivescovo Giacinto Gaggia (1909)
- Vescovo Domenico Lancellotti (1909)
- Arcivescovo Giovanni Battista Marenco, S.D.B. (1909)